# مايكل ميدور
مايكل ميدور (بالإنجليزية: Michael Medor)‏ (مواليد 23 مايو 1982) هو ملاكم موريشيوسي، مثّل بلاده في الألعاب الأولمبية الصيفية 2004.

## روابط خارجية
مايكل ميدور على موقع أوليمبيديا (الإنجليزية)
- مايكل ميدور على موقع اتحاد ألعاب الكومنولث (مؤرشف) (الإنجليزية)